# Pierre Guimont
Pas d'image ? Cliquez ici

a Compétitions nationales et continentales officielles uniquement.

Pierre Guimont, né le 27 avril 1903 à Pau (Basses-Pyrénées) et mort le 18 août 1973 à Jurançon (Pyrénées-Atlantiques), est un joueur français de rugby à XV évoluant au poste d'ailier avec la Section paloise.

## Biographie

### Jeunesse et formation
Jean Marie Marcel Pierre Guimont naît le 27 avril 1903 à Pau, de Jean Guimont, plombier, et Marie Marcèle Joséphine Brau, sans profession. Il a un frère aîné, Marcel. Pierre Guimont commence le sport par la pratique de l'athlétisme en 1920 à la Section paloise omnisports, avant de s'orienter vers le rugby à XV. En dehors du rugby, Pierre Guimont s'est spécialisé dans les adductions d'eau et d'huile. Initialement plombier, il gagne la confiance de ses pairs et assure la direction et la gestion du Syndicat des plombiers. Parallèlement, il occupe le poste de secrétaire général de la Foire-Exposition de Pau au Parc des expositions de Pau, où il contribue de manière significative à l'organisation de cet événement majeur.

### Carrière en club
Après la Première Guerre mondiale, Guimont s'initie au rugby à XV et s'impose comme un trois-quarts aile puissant et rapide au sein de l'équipe réserve de la Section paloise. À partir de 1921, ce joueur doté d'une musculature considérable, s'impose en équipe première. 
Durant la saison 1926-1927, Guimont et la Section paloise remportent le titre de champion de Côte basque face au Stade hendayais,.
En 1927, Pierre Guimont signe au Football Club oloronais.

### Carrière d'entraîneur
Après sa carrière de joueur, il continue de s'investir dans le rugby en devenant président de la commission de rugby de la Section paloise, après le retrait de Robert Sarrade, où il joue un rôle crucial dans le développement des jeunes sportifs du club. Il est secondé par Émile Crampes.

### Décès
Passionné de chasse et amoureux de la nature, Pierre Guimont redonne vie aux pantières de Lanne. Il est également élu président des lieutenants de louveterie à Saint-Jean-Pied-de-Port, attestant de sa reconnaissance dans le domaine de la chasse.
Malgré son âge avancé, Pierre Guimont continue d'être actif physiquement et professionnellement. Il est encore un excellent cyclotouriste à 70 ans et poursuit ses projets de construction, même après avoir subi une grave opération qui affecte sa vision. Sa passion pour le travail manuel et la chasse ne l'ont jamais quitté.
Il décède le 18 août 1973 à Jurançon, à 70 ans, des suites d'une maladie.